# Charles Melton
Charles Michael Melton (Juneau, 4 de janeiro de 1991) é um ator e modelo americano. Melton, foi escolhido para interpretar Reggie na série de televisão Riverdale, foi escolhido para substituir o ator Ross Butler que deixou a série, em 2023 foi aclamado pela critica pelo papel de Joe Yoo em May December seu desempenho elogiado pela crítica neste último lhe rendeu indicações ao Globo de Ouro e ao Critics Choice Awards de melhor ator coadjuvante.

## Biografia
Charles Melton nasceu em 4 de janeiro de 1991, em Juneau, no Alasca. Ele foi, no entanto, criado em Manhattan, Kansas. Charles Melton é filho de Phil Melton e Sukyong Melton e tem uma irmã, Tammie Melton.
Melton é de origem étnica mista. Sua herança vai além de ele ser um asiático-americano, já que ele é de ascendência coreana e caucasiana. Uma parte de sua crescente família é seu sobrinho, Sean.
Charles estudou na Kansas State University, onde jogou futebol por 2 anos em sua equipe da Divisão 1. No entanto, ele deixou de esculpir uma carreira em atuação e foi descoberto no Applause Rising Talent Showcase (ARTS) em Orlando, Flórida.[carece de fontes?]

## Carreira
Em 2012, durante o New York Fashion Week, ele fez sua estreia como modelo para a Park & Ronen e VLOVNew. Desde então, ele participou do lookbook da Dolce & Gabbana e também foi destaque na capa da revista Prestige.
Ele fez sua estreia como ator na 5ª temporada e no episódio 14 (New New York) da série de televisão, Glee (2014) como modelo masculino. Seus créditos televisivos incluem American Horror Story: Hotel (2011), onde ele interpretou o papel de Wu e Reggie na série de televisão da The CW, Riverdale  (2017).
Charles Melton foi encontrado como o par perfeito para substituir Ross Butler no papel de Reggie da 2ª temporada da série de televisão Riverdale depois que ele (Ross) deixou a série para se concentrar em seu papel na série de televisão 13 Reasons Why da Netflix. Claro, ele preencheu os critérios do criador Roberto Aguirre-Sacasa para o papel; sexy e engraçado. O papel é considerado o seu maior papel até agora.

## Vida Pessoal
Camila Mendes atriz que interpreta Veronica Lodge em Riverdale, assumiu o relacionamento dela com o colega da mesma série, Charles Melton, depois de serem vistos em um clima romântico algumas vezes nos últimos meses. Camila decidiu postar uma foto em que aparece abraçada com Charles, enquanto recebe um beijo dele no rosto. Na legenda, uma só palavra: “meu”.Eles começaram a namorar no dia 23 de agosto de 2018 e Terminaram Recentemente em 2020

## Filmografia

### Cinema
| Ano  | Título                        | Papel      | Notas          |
| ---- | ----------------------------- | ---------- | -------------- |
| 2015 | Bad Friend                    | Colin      | Curta-metragem |
| 2015 | Faces Without Eyes            | Doc        | Curta-metragem |
| 2016 | The Channel                   | Chris      | Curta-metragem |
| 2018 | The Thinning: New World Order | Cage       |                |
| 2019 | The Sun Is Also a Star        | Daniel Bae |                |
| 2020 | Bad Boys for Life             | Rafe       |                |
| 2020 | Mainstream                    | Ele mesmo  |                |
| 2021 | Heart of Champions            | Chris      |                |
| 2022 | Wake                          | Hank       | Curta-metragem |
| 2022 | Secret Headquarters           | Hawaii     |                |
| 2023 | May December                  | Joe Yoo    |                |

### Televisão
| Ano       | Título                        | Papel                                    | Notas                               |
| --------- | ----------------------------- | ---------------------------------------- | ----------------------------------- |
| 2014      | Glee                          | Modelo                                   | Episódio: "New New York"            |
| 2015–2016 | American Horror Story: Hotel  | Sr. Wu                                   | 2 episódios                         |
| 2017–2023 | Riverdale                     | Reggie Mantle / Marty Mantle adolescente | 91 episódios                        |
| 2021      | American Horror Stories       | Wyatt                                    | Episódio: "The Naughty List"        |
| 2023      | Poker Face                    | Davis McDowell                           | Episódio: "The Future of the Sport" |
| 2023      | History of the World, Part II | Joshy Mudman                             | 3 episódios                         |

### Videoclipes
| Ano  | Título                                     | Artista       |
| ---- | ------------------------------------------ | ------------- |
| 2016 | "Save My Soul"                             | JoJo          |
| 2019 | "Break Up with Your Girlfriend, I'm Bored" | Ariana Grande |
| 2025 | "Love Hangover"                            | Jennie        |